# Uccsuszma

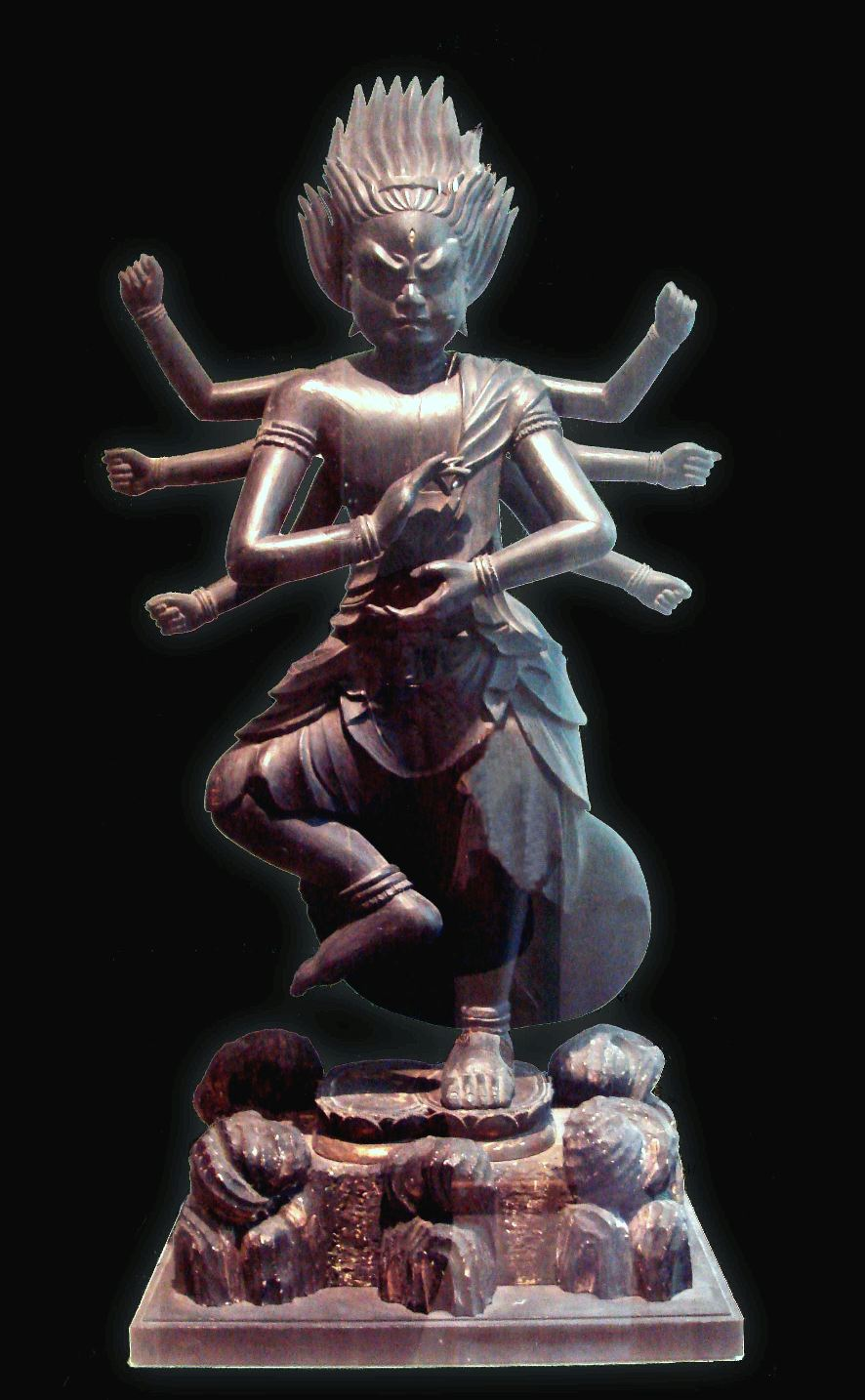
Uccsuszma bölcsességkirály

A Vadzsrajána buddhizmusban, Uccsuszma (Ucchuṣma vagy Uszuszama, kínai és japán fonetikus fordítások: 烏枢沙摩明王, 烏枢瑟摩明王, 烏瑟沙摩明王 vagy 烏芻沙摩明王,  japánul Uszuszama mjóó; kínaiul 除穢金剛 Chúhuì Jīngāng, szó szerint "Gyémánt, ami megtisztítja a tisztátalant") egyike a vidjarádzsáknak (bölcsességkirályoknak). Számos más néven is ismert, mint például Tisztátlanságot égető kongó (汚れを焼き尽金剛), Dzsuszoku kongó (受触金剛) és Kazu kongó (火頭金剛.)
Teljes neve: Nagy erővel tomboló gyémánt uccsuszma, Szanszkrit "Vajra Krodha Mahābala Ucchuṣma", kínaiul 大力威怒金刚烏芻使摩 (Dàlì wēinù jīngāng Wūchúshǐmó), a Mahábala szútra kínai változatából és az Árja Mahábala-náma-mahájána szútra tibeti változatából.
A japán zen és singon  buddhista rendekben Uccsuszma a mosdó védelmezője, ahol szobra gyakorta megtalálható. A nagyközönség leginkább a tisztátalant megtisztító erejéért ismeri, különösen a szexuális betegségek tekintetében.
Uccsuszmáról azt is tanították, hogy a lány magzatot fiúvá tudja változtatni.

## Módszere a megvilágosodás elérésére
A Súrangama szútra szerint, Sakjamuni Buddha megkérte a bodhiszattvákat és arhatokat, hogy mutassák be módszerüket, mellyel megérthető a "végső igazság;" Uccsuszma volt a tizennyolcadik. A szútra a következőt írja:
"Uccsuszma a Buddha elé járult, kezeit összekulcsolva leborult előtte és a következőket mondta: Még mindig emlékszem, ahogy számos kalpával ezelőtt túlzott mohósággal és vágyakkal voltam teli. Akkoriban, volt a világban egy Üresség Királya nevű buddha, aki azt mondta, hogy a túl sok vággyal teli emberek tomboló tűztömeggé válnak. Megtanított az egész testemben áramló hűvösség és melegség megfigyelésére. Egy spirituális fény egyesült bennem, ami túlzott bujaságomat a bölcsesség tüzévé alakította át. Ezt követően, ha bármelyik buddha megidézett, a 'tűz-fej' nevet használták. A tűz-fény szamádhi erejével arhattá váltam. Nagyesküt tettem, hogy mikor egy buddha megvalósítja az utat, erőteljes lovagként személyesen igázom le a démonok gyűlöletét. A Buddha a tökéletes áthatolásról kérdez. Addig figyeltem gondosan testem és elmém forróságának hatásait, amíg korlátlanná és áthatóvá nem váltak, s minden kiáramlás felemésztődött. Izzó ragyogást produkáltam, s elértem a megvilágosulást. Ez a legelső módszer."